# Eulalia Galvarriato
Eulalia Galvarriato García (* 12. Februar 1904 in Madrid; † 15. November 1997 ebenda) war eine spanische Schriftstellerin und Übersetzerin. Für ihren Roman Cinco sombras stand sie 1946 in der Endrunde des Premio Nadal, und für die Verfilmung ihres Kurzromans Raíces bajo el agua erhielt sie 1954 den Preis Adaptaciones Cinematográficas. Sie war mit dem Schriftsteller und Philologen Dámaso Alonso verheiratet.

## Leben
Galvarriato wurde als Tochter von Juan Antonio Galvarriato del Rivero, einem Juristen und Wirtschaftswissenschaftler, und Rosalía García, einer kulturell interessierten Frau, die häufig die literarischen Veranstaltungen von Benito Pérez Galdós besuchte, geboren. Sie hatte fünf Schwestern und zwei Brüder.
Durch den Beruf des Vaters war die Familie wirtschaftlich gut abgesichert. Die Sommer verbrachte die Familie auf dem Lande in Cabezón de la Sal (Kantabrien). Die restliche Zeit verbrachte Galvarriato in den vier Wänden des Hauses, in der Schule oder an der Universität, ohne ins Theater oder ins Kino zu gehen. Sie erinnerte sich dieses häuslichen Lebens als glücklich und als Inspiration für ihr literarisches Werk.
1922 schrieb sich Galvarriato an der Universidad de Madrid ein, wo sie Philosophie und Kunst studierte. Sie war Schülerin des Philologen und Bibliographen Julio Cejador y Frauca. Ihren Abschluss machte sie 1927. Im selben Jahr begann sie am Centro de Estudios Históricos, einem von der Junta para Ampliación de Estudios zur Förderung und Entwicklung der Kultur in Spanien gegründet worden war, zu arbeiten. Im Sommer 1928 organisierte das Centro einen Spanischkurs für Ausländer, der in der Residencia de Estudiantes stattfand. Galvarriato war eine der Lehrerinnen dieses Kurses. In diesem Sommer lernte sie ihren zukünftigen Ehemann, Dámaso Alonso, kennen, den sie im März 1929 heiratete. Die Hochzeit fand fast ausschließlich im Kreise der Familie statt, nur einige Dichterfreunde wie Vicente Aleixandre oder Pedro Salinas waren anwesend.
In den Jahren 1929–1930 begleitete sie ihren Mann nach New York City, wo das Paar eine enge Freundschaft mit Federico García Lorca schloss. Nach ihrer Rückkehr ließen sie sich in Madrid nieder, in einem Chalet in Chamartín, in der Calle Alberto Alcocer. Als der Bürgerkrieg ausbrach, zogen sie nach Valencia und Galvarriato arbeitete während dieser Zeit als Englischlehrerin.
Nach dem Krieg kehrten sie nach Madrid zurück und Galvarriatos literarische Karriere begann: Sie schrieb Kurzgeschichten, war 1946 Finalistin des Premio Nadal für ihren Roman Cinco sombras, der im darauffolgenden Jahr veröffentlicht wurde, und arbeitete eng mit ihrem Ehemann in der Forschung zusammen. Sie übersetzte den Tristan et Iseut von André Mary, Essays von Robert Louis Stevenson und Spirit of flame. A study of St. John of the Cross (spanisch San Juan de la Cruz, espíritu de llama) des Hispanisten Edgar Allison Peers.
Sie hielt sechs Vorträge über die Werke von Lope de Vega, von denen einer den Titel Una tragicomedia de Lope, Lo fingido verdadero trug und nur La mujer en la obra de Lope de Vega, gehalten im Instituto Lope de Vega, veröffentlicht wurde. 1953 veröffentlichte sie den Kurzroman Raíces bajo el agua und adaptierte ihn zu einem Drehbuch, das 1954 mit einem Preis für Filmadaption ausgezeichnet wurde. Sie schrieb weiterhin Kurzgeschichten und andere Kurzprosa, die in dem 1985 erschienenen Band Raíces bajo el tiempo gesammelt erschienen.
Sie starb 1997 im hohen Alter von 93 Jahren.

## Werke (Auswahl)
- Cinco sombras (Roman, 1947).
- Raíces bajo el agua (Kurzgeschichte, 1953).
- Raíces bajo el tiempo (Erzählungen, Ausgabe 1985).
- Oración por la fe (Langgedicht, 1981).